# Myiopagis
Myiopagis – rodzaj ptaków z podrodziny eleni (Elaeniinae) w obrębie rodziny tyrankowatych (Tyrannidae).

## Występowanie
Rodzaj obejmuje gatunki występujące w Ameryce Południowej i Środkowej oraz w Meksyku.

## Morfologia
Długość ciała 12–13,5 cm, masa ciała 10–14 g.

## Systematyka
Rodzaj zdefiniowali w 1888 roku angielscy ornitolodzy Osbert Salvin i Frederick DuCane Godman w publikacji ich autorstwa poświęconej ptakom Ameryki Centralnej. Gatunkiem typowym jest (oryginalne oznaczenie) tyranik szarogardły (M. viridicata).

### Etymologia
Myiopagis: gr. μυια muia, μυιας muias ‘mucha’; παγις pagis ‘pułapka, sidła’.

### Podział systematyczny
Do rodzaju należą następujące gatunki:
- Myiopagis parambae (Hellmayr, 1904) – tyranik mniejszy
- Myiopagis olallai Coopmans & Krabbe, 2000 – tyranik jasnolicy
- Myiopagis cinerea (Pelzeln, 1868) – tyranik siwy
- Myiopagis caniceps (Swainson, 1835) – tyranik popielaty
- Myiopagis gaimardii (d’Orbigny, 1840) – tyranik leśny
- Myiopagis subplacens (P.L. Sclater, 1862) – tyranik białobrewy
- Myiopagis flavivertex (P.L. Sclater, 1887) – tyranik żółtociemieniowy
- Myiopagis viridicata (Vieillot, 1817) – tyranik szarogardły
- Myiopagis cotta (Gosse, 1849) – tyranik jamajski